# Goera janaka
Goera janaka är en nattsländeart som beskrevs av Schmid 1991. Goera janaka ingår i släktet Goera och familjen grusrörsnattsländor. Inga underarter finns listade i Catalogue of Life.